# Sabimamorpha speciosissima
Sabimamorpha speciosissima är en insektsart som beskrevs av Heinrich Christian Friedrich Schumacher 1915. Sabimamorpha speciosissima ingår i släktet Sabimamorpha och familjen dvärgstritar. Utöver nominatformen finns också underarten S. s. atava.